# Agrupamiento Nacional Democrático
El Agrupamiento Nacional Democrático (AND) fue un partido político andorrano de centro fundado por Òscar Ribas i Reig. Nació para presentarse a las elecciones al parlamentarias de 1993, como sucesor del Partido Nacional Liberal.

## Historia
El partido fue fundado en 1993, después de la legalización de los partidos políticos. En las elecciones al parlamentarias de 1993 obtuvo un 26,4% de los votos, siendo la fuerza más votada y con más escaños en el Consejo General, con 8 escaños. Òscar Ribas i Reig fue investido como Jefe de Gobierno haciendo un pacto con otras fuerzas progresistas. En noviembre de 1994, perdió una cuestión de confianza y Marc Forné i Molné, de Unión Liberal fue investido Jefe de Gobierno.
En las elecciones parlamentarias de 1997 obtuvo 6 escaños. Éstas fueron las últimas elecciones a las que la marca AND se presentó. En las elecciones comunales de 1999 se presentaron en coalición con IDN y ND, bajo el nombre de Coalició pel Progrés. En las elecciones parlamentarias de 2001, los antiguos militantes de AND se integraron en el Partido Socialdemócrata y en el Partido Demócrata donde algunos antiguos cargos de AND consiguieron escaños.

## Resultados electorales

### Consejo General
| Elección | Cabeza de lista      | Votos | %     | Escaños | +/–   | Posición | Gobierno  |
| -------- | -------------------- | ----- | ----- | ------- | ----- | -------- | --------- |
| 1993     | Òscar Ribas y Reig   | 3.160 | 26,75 | 8/28    | Nuevo | 1ª       | Coalición |
| 1997     | Ladislao Baró i Solà | 4.980 | 28,22 | 6/28    | 2     | 2ª       | Oposición |

### Elecciones Comunales
| Elección | Votos | %     | Escaños | +/–   | Posición |
| -------- | ----- | ----- | ------- | ----- | -------- |
| 1995     | 1.124 | 16    | 20/80   | Nuevo | 3ª       |
| 1999 a   | 2.416 | 28,90 | 13/80   | 7     | 2ª       |

a En coalición con IDN y ND, bajo el nombre de la Coalició pel Progrés